# Tabea Schmid
Tabea Schmid (født 14. august 2003) er en schweizisk håndboldspiller, som til dagligt spiller for den danske klub København Håndbold. Hun har tidligere spillet for den schweiziske klub LC Brühl Handball. 
Hun repræsenterer Schweiz' håndboldlandshold.